# 스베바 알비티
스베바 알비티(Sveva Alviti, 1984년 7월 14일 ~ )는 이탈리아의 배우, 모델이다.

## 작품 목록

### 영화
- 《달리다》 (2016)